# 三軒屋駐屯地
三軒屋駐屯地（さんげんやちゅうとんち、JGSDF Camp Sangenya）は、岡山県岡山市北区宿978に所在し陸上自衛隊関西補給処三軒屋弾薬支処等が駐屯する陸上自衛隊の駐屯地である。
駐屯地司令は、三軒屋弾薬支処長が兼務。

## 沿革
戦前
- 1942年（昭和17年）：岡山陸軍兵器補給兵廠三軒屋部隊（三軒屋填薬所）開設[1]。

陸上自衛隊水島駐屯地三軒屋分屯地
- 1955年（昭和30年）
  - 4月5日：水島駐屯地三軒屋分屯地として開設[2]。
  - 4月15日：関西地区補給処三軒屋弾薬支処が編成完結[2]。

陸上自衛隊三軒屋駐屯地
- 1957年（昭和32年）9月10日：水島駐屯地廃止に伴い三軒屋駐屯地に昇格[3]。
- 1962年（昭和37年）1月19日：第324地区施設隊が編成完結[2]。
- 1966年（昭和41年）2月5日：第331基地通信中隊が新設[2]。
- 1969年（昭和44年）4月1日：第116地区警務隊日本原派遣隊三軒屋連絡班を設置[2]。
- 1975年（昭和50年）3月26日：第331基地通信中隊が第312基地通信中隊三軒屋派遣隊に称号変更[2]。
- 1990年（平成02年）3月26日：第324地区施設隊廃止に伴い、第350施設中隊に改編[2]。
- 1998年（平成10年）3月26日：陸上自衛隊関西補給処三軒屋弾薬支処に称号変更[2]。
- 1999年（平成11年）3月29日：第350施設中隊を廃止し、第349施設中隊に改編[2]。
- 2006年（平成18年）3月27日：第349施設中隊廃止に伴い、第305施設隊および第104施設直接支援大隊第2直接支援隊が善通寺駐屯地から移駐[2]。
- 2017年（平成29年）3月27日：第305施設隊隷下の第302施設小隊（元コア部隊）を廃止、3個小隊規模に改編。

## 駐屯部隊・機関

### 中部方面隊隷下部隊
- 関西補給処
  - 三軒屋弾薬支処
- 第4施設団
  - 第305施設隊
- 中部方面後方支援隊
  - 第104施設直接支援大隊
    - 第2直接支援隊：第305施設隊を支援
- 中部方面システム通信群
  - 第104基地システム通信大隊
    - 第312基地通信中隊
      - 三軒屋派遣隊

### 防衛大臣直轄部隊
- 中部方面警務隊
  - 第132地区警務隊
    - 三軒屋連絡班

## 最寄の幹線交通
- 高速道路：山陽自動車道岡山IC
- 一般道：国道53号、国道429号、岡山県道386号津高法界院停車場線、岡山県道27号岡山吉井線、岡山県道236号巌井野田線
- 鉄道：JR西日本津山線法界院駅
- 港湾：水島港（特定重要港湾）、宇野港 、岡山港（重要港湾）
- 飛行場：岡山空港（地方管理空港）、岡南飛行場（その他の空港）